# Людина не здається
«Людина не здається» (рос. «Человек не сдаётся») — білоруський радянський художній фільм 1960 року режисера Йосипа Шульмана. Екранізація однойменної повісті Івана Стаднюка.

## Сюжет
Історію з перших днів німецько-радянської війни.

## У ролях
- Валентин Буров
- Лариса Лужина
- Георгій Жжонов
- Валеріан Виноградов
- Олексій Коротюков
- Микола Бармін
- Анатолій Соловйов
- Ростислав Шмирьов
- Віктор Чекмарьов
- Геннадій Некрасов
- Роман Філіппов

## Творча група
- Сценарій: Іван Стаднюк
- Режисер: Йосип Шульман
- Оператор: Володимир Окуліч
- Композитор: Дмитро Лукас